# Sexueller Missbrauch im Erzbistum Köln
Sexueller Missbrauch im Erzbistum Köln ist ein Bestandteil des Missbrauchsskandals der römisch-katholischen Kirche in Deutschland. Ab Oktober 2020 entwickelte sich im Erzbistum Köln eine schwere Krise im Zusammenhang mit dem Streit über verschiedene Gutachten zum sexuellen Missbrauch im Erzbistum und dem Umgang der Verantwortlichen mit den Missbrauchsfällen. Erzbischof Rainer Maria Woelki geriet unter Druck, die Zahl der Kirchenaustritte stieg sprunghaft an.

## Entwicklung in den 2010er-Jahren
Im Jahr 2010 wurden im Erzbistum Köln frühere Missbrauchsfälle an verschiedenen von Ordensgemeinschaften geführten Internaten bekannt, zuerst an dem von Jesuiten geleiteten Aloisiuskolleg in Bonn, dann an Internaten der Pallottiner, der Minoriten und der Redemptoristen (siehe unten).
Die Staatsanwaltschaft Bonn ermittelte in diesem Jahr gegen den Hausmeister einer Pfarrgemeinde. Der Mann wurde vom Dienst suspendiert und erhielt Hausverbot. Die Staatsanwaltschaft Aachen ermittelte gegen einen verdächtigen Priester, der damals in einem Pflegeheim lebte.
Im Jahr 2010 publizierte und verteilte das Erzbistum eine vom damaligen Generalvikar Dominikus Schwaderlapp in Auftrag gegebene Broschüre über sexuellen Missbrauch im Erzbistum Köln. In dem Dokument wurde nur von fünf des sexuellen Missbrauchs beschuldigten Priestern berichtet, obwohl mehr Fälle bekannt waren. Im September 2010 sagte Kardinal Joachim Meisner, im Erzbistum Köln gebe es nach Abarbeitung aller Hinweise vier Fälle, in denen die Opfer noch leben, und es gebe noch einen Täter, einen Priester, der alles zugegeben habe.
Im Februar 2011 suspendierte das Erzbistum Köln einen Gemeindepfarrer im oberbergischen Morsbach. Dieser hatte dem Erzbistum verheimlicht, dass er 2010 eine Bewährungsstrafe wegen sexuellen Missbrauchs eines Kindes vor 20 Jahren erhalten hatte. Das Erzbistum erfuhr von dem Fall durch die Anwältin des Opfers. Die Angelegenheit wurde an die Kurie zur Prüfung weiterer kirchenrechtlicher Konsequenzen überstellt.
In der im Jahr 2018 veröffentlichten MHG-Studie der Deutschen Bischofskonferenz wurde von 87 Geistlichen berichtet, die im Erzbistum Köln des Missbrauchs beschuldigt wurden. Am 29. Oktober 2018 meldete das Erzbistum vier Verdachtsfälle aus den 1970er und 1980er Jahren auf Basis neuerer Informationen bei der Staatsanwaltschaft. Die vier Priester waren bereits kirchenrechtlich sanktioniert worden und nach kirchlichem Verbot nicht mehr öffentlich im priesterlichen Dienst tätig.

## Entwicklung seit 2020

### Kritik an Stefan Heße, 2020
Am 14. Oktober 2020 berichtete die Frankfurter Allgemeine Zeitung unter Berufung auf die Bild-Zeitung, dass der heutige Hamburger Erzbischof Stefan Heße in seiner damaligen Funktion als Leiter der Personalabteilung in Köln einen Priester (Priester U.), der seine drei Nichten missbraucht haben soll, „der kirchlichen wie auch indirekt der weltlichen Strafverfolgung entzogen“ habe. Trotz eines Geständnisses sei der Geistliche wieder in der Seelsorge eingesetzt worden. Heße bestritt gegenüber der Bild-Zeitung, an der Vertuschung des Falles beteiligt gewesen zu sein, und schloss aus, „einem Vorgehen zugestimmt zu haben, bei dem in Fällen sexuellen Missbrauchs von Gesprächsinhalten keine Protokolle angelegt oder gar Protokolle, Akten oder Gesprächsnotizen im Zweifel vernichtet werden sollen“. In einer nachfolgenden Stellungnahme teilte das Erzbistum Köln mit, dass sich aus den vorliegenden Gesprächsnotizen einer Anhörung des verdächtigten Pfarrers im Generalvikariat keine Hinweise auf ein Geständnis ergeben. Das gegen den Verdächtigten eröffnete staatliche Ermittlungsverfahren war im März 2011 eingestellt worden, nachdem „die Betroffenen von ihrem Zeugnisverweigerungsrecht Gebrauch gemacht“ hatten.
Matthias Katsch von der Betroffeneninitiative „Eckiger Tisch“ legte Heße den Rücktritt nahe. „Für mich kann Erzbischof Stefan Heße sein Amt nicht mehr glaubwürdig ausfüllen – weder im Umgang mit den Betroffenen noch mit Blick auf die Aufarbeitung. Ich denke, dass er über kurz oder lang zurücktreten wird müssen.“ Dieser Einschätzung schloss sich der Münsteraner Theologe und Kirchenrechtler Thomas Schüller an: „Heße wäre 2010 kirchenrechtlich dazu verpflichtet gewesen, eine Voruntersuchung einzuleiten und den Vatikan zu informieren. Sollten sich die Vorwürfe bestätigen, ist Heße als Hamburger Erzbischof nicht mehr haltbar.“ Im November 2020 wurde bekannt, dass Heße aufgrund der Vorwürfe sein Amt als Geistlicher Assistent des Zentralkomitees der deutschen Katholiken (ZdK) vorläufig nicht mehr ausüben will.

### Fall Hans-Bernhard Uedelhoven
Die Staatsanwaltschaft hatte 2011 ihre Ermittlungen im Fall des früheren Gummersbacher Jugendseelsorgers, Krankenhausseelsorgers in Wuppertal und Seelsorgers in Zülpich, Hans-Bernhard Uedelhoven, eingestellt, nachdem eine Nichte offenbar auf Druck der Familie ihre Anzeige zurückgezogen hatte. Uedelhoven wurde im Erzbistum Köln nun weiterhin als Krankenhausseelsorger eingesetzt; die örtlichen Dienstvorgesetzten bekamen vom Erzbistum keine Informationen zur Vorgeschichte, so dass Uedelhoven bis 2019 als Seelsorger Kontakt mit Kindern und Jugendlichen hatte.
Die Interventionsstelle des Erzbistums rollte den Fall 2018, nach Erscheinen der MHG-Studie der Deutschen Bischofskonferenz, wieder auf und meldete ihn an die Staatsanwaltschaft, 2019 untersagte Erzbischof Woelki Uedelhoven die Ausübung priesterlicher Dienste. 2020 erhob die Staatsanwaltschaft Anklage; ihm wurde jetzt vorgeworfen, sich zwischen 1993 und 1999 in 31 Fällen an seinen drei minderjährigen Nichten vergangen zu haben. Der Prozess ergab, dass Uedelhoven zwischen 1993 und Januar 2018 in 110 Fällen sexueller Missbrauch an neun Mädchen nachgewiesen wurde, davon in 23 Fällen schwerer sexueller Missbrauch. In acht weiteren Fällen wurde er freigesprochen, andere Fälle wurden wegen Verjährung vom Gericht nicht weiter verfolgt.
Das Landgericht Köln verurteilte ihn Ende Februar 2022 zu 12 Jahren Haft sowie zur Zahlung eines Schmerzensgeldes von zusammengerechnet 50.000 Euro zuzüglich Schadensersatz an drei Betroffene, die dies beantragt hatten. Der Richter bezeichnete den Angeklagten als pädophilen Serientäter mit narzisstischen Persönlichkeitszügen, der sein Umfeld getäuscht und manipuliert habe. Die Mädchen, die zum Teil aus zerrütteten Familien stammten, hätten ihn als Vertrauensperson und Ersatzvater gesehen. Nachdem Uedelhovens Verteidiger die Revision zurückgezogen hatte, wurde das Urteil im Mai 2022 rechtskräftig.

### Unveröffentlichtes Gutachten der Kanzlei Westpfahl Spilker Wastl, 2020
Im Jahr 2018 hatte Kardinal Rainer Maria Woelki, seit 2014 Erzbischof von Köln, bei der Münchener Rechtsanwaltskanzlei Westpfahl Spilker Wastl ein Gutachten zu sexuellem Missbrauch im Erzbistum Köln in Auftrag gegeben. In dem Gutachten sollte es insbesondere auch um den Umgang einzelner Verantwortlicher im Erzbistum mit der Aufarbeitung der Taten gehen. Woelki sagte wiederholt, zur Aufklärung gehöre auch die Nennung von Namen früherer Verantwortungsträger, die gegebenenfalls Fehler gemacht hätten.
Das Gutachten wurde entgegen vorherigen Ankündigungen des Kölner Erzbistums im Oktober 2020 zunächst nicht veröffentlicht. Stattdessen erschien am 16. Oktober ein vom Generalvikariat beauftragtes anderes Gutachten, in dem die Professoren Matthias Jahn und Franz Streng dem Gutachten der Kanzlei Westpfahl Spilker Wastl erhebliche methodische Fehler attestieren und zu dem Schluss kommen, es sei deshalb „als Grundlage für die Benennung von Verantwortung durch Tun oder pflichtwidriges Unterlassen nach kirchlichem oder staatlichem Strafrecht auf Ebene der Entscheidungsträger des Erzbistums Köln keine taugliche Grundlage“.
Am 30. Oktober 2020 teilte Erzbischof Woelki der Presse mit, dass er das Münchener Gutachten nicht veröffentlichen werde, weil es erhebliche methodische Mängel aufweise. Die Münchner Kanzlei wies Woelkis Vorwürfe zurück. Woelki kündigte an, bis zum 18. März 2021 eine von anderen Gutachtern beauftragte Untersuchung veröffentlichen zu wollen.
Im Dezember 2021 wurde vom Erzbistum bekanntgegeben, dass es an die Kanzlei für das Gutachten 757.500 Euro gezahlt habe.

### Zuspitzung im November 2020
Der Betroffenenbeirat des Erzbistums Köln stimmte der Nichtveröffentlichung des Münchener Gutachtens zunächst zu. Einige Mitglieder gaben später an, auf sie sei Druck ausgeübt worden und sie seien instrumentalisiert worden: „Wir sollten das Zertifikat liefern: vom Beirat abgesegnet.“ Mehrere Mitglieder zogen sich aus Protest aus dem Gremium zurück; ein Mitglied sprach von „gezielter Irreführung“ durch das Erzbistum, da wesentliche Informationen vor Versammlungen nicht zur Verfügung gestellt wurden. Der Diözesanrat der Katholiken im Erzbistum Köln äußerte aufgrund der Ereignisse Zweifel, „ob aus dem System der herrschenden Bistumsleitung aus eigener Kraft heraus eine solche metanoia, Umkehr, und ein solcher Neuanfang zugunsten von Aufklärung, Recht und Gerechtigkeit möglich ist“.
Als am 19. November 2020 bekannt wurde, dass Stefan Heße sein Amt als Geistlicher Assistent des Zentralkomitees der deutschen Katholiken ruhen lassen wolle, erhöhte sich der Druck auf Woelki, das von ihm zurückgehaltene Gutachten der Öffentlichkeit zugänglich zu machen, das auch Kritik an Heße enthielt. Zusätzlich wurde bekannt, dass Woelki schon im Frühjahr 2019 Heße und weitere vormalige Verantwortliche im Erzbistum Köln damit konfrontiert hatte, dass sie sich „in mehrerer Hinsicht rechtswidrig“ verhalten hätten.
Das Zentralkomitee der deutschen Katholiken beschloss am 20. November 2020 eine Erklärung, in der es heißt: „Aktuell sind wir Zeuginnen und Zeugen intransparenter Vorgänge im Erzbistum Köln. Wir fordern, diese vollständig offen zu legen und insbesondere die Ergebnisse aus dem Gutachten der Kanzlei Westpfahl Spilker Wastl zugänglich zu machen.“ Auch die Gesellschaft Katholischer Publizisten Deutschlands forderte eine Veröffentlichung. Der Unabhängige Beauftragte für Fragen des sexuellen Kindesmissbrauchs, Johannes-Wilhelm Rörig, sagte am 23. November, er habe bei Woelki bisher einen starken Willen zur Aufarbeitung angenommen. Nun aber deute vieles darauf hin, „dass Kardinal Woelki mit Blick auf Betroffenenbeteiligung, Transparenz und Unabhängigkeit von Aufarbeitung einen massiven Fehler begangen haben könnte“. Der Vorwurf der Vertuschung stehe im Raum.
Am 27. November 2020 teilte das Erzbistum Köln mit, Erzbischof Woelki wolle das Gutachten der Münchner Kanzlei Westpfahl Spilker Wastl „für interessierte Einzelpersonen, insbesondere Betroffene oder Journalisten“ zugänglich machen, allerdings erst nach der Veröffentlichung des von ihm in Auftrag gegebenen neuen Gutachtens und nur „im rechtlich möglichen Rahmen“. Ein Einzelgutachten der Münchner Kanzlei, in dem erhebliche Mängel im Umgang des Bistums in einem Fall belegt werden, war bereits seit dem 24. November 2020 auf den Seiten des Kölner Stadt-Anzeigers öffentlich einsehbar.

### Dezember 2020
Im Dezember 2020 wurden Missbrauchsbeschuldigungen gegen zwei weitere Priester im Erzbistum, den 2017 in Düsseldorf verstorbenen Theologen O. sowie den Sachbuchautor und Ruhestandspriester F., bekannt. Gegen die Kölner Erzbischöfe Woelki und Meisner sowie Weihbischof Dominikus Schwaderlapp wurde Kritik wegen mutmaßlicher Verstöße gegen einschlägige Bestimmungen des Kirchenrechts laut. Woelki kündigte eine erneute unabhängige Untersuchung der Fälle an und bat in der Christmette 2020 um Verzeihung.

#### Fall Priester O.
Nach einer Veröffentlichung des Journalisten Raoul Löbbert in Zeit online sei der Priester Johannes O. als Täter dem Erzbistum seit längerem einschlägig bekannt gewesen. 2010 habe ein Mann beim Erzbistum angegeben, Ende der Siebzigerjahre im Kindergarten von O. schwer sexuell misshandelt worden zu sein; das Erzbistum zahlte ihm 2011 die im Vergleich hohe Summe von 15.000 Euro zur „Anerkennung des Leids“. Kardinal Meisner wäre nach dem Kirchenrecht verpflichtet gewesen, den Fall zur Prüfung an die vatikanische Glaubenskongregation zu melden, was er jedoch nicht tat. Nach seinem Amtsantritt als Erzbischof habe Woelki, der den Mann persönlich seit längerer Zeit gekannt habe, sich dem Vernehmen nach die Personalakte O.s vorlegen lassen, wie Löbbert einem im Kölner Stadt-Anzeiger erschienenen Artikel entnahm. Er habe es dann ebenfalls unterlassen, den Fall nach Rom zu melden. Der Kirchenrechtler Thomas Schüller forderte Woelki zum Rücktritt auf, weil er pflichtwidrig vor 2015 keine Untersuchung eingeleitet habe. Stattdessen benutze er nun das Opfer, indem er wahrheitswidrig behaupte, dass es sich nicht zu Aussagen bereit erklärt habe. Damit sei ein Tiefpunkt erreicht, nicht nur rechtlich, sondern auch moralisch. Das mutmaßliche Missbrauchsopfer widersprach im Dezember 2020 der Darstellung Woelkis, es habe an der Aufklärung nicht mitwirken wollen, und erklärte: „Ich habe detailliert über die Tat berichtet und habe gebeten, soweit wie möglich außen vor gelassen zu werden.“
Woelki bat im Dezember 2020 den Papst um Prüfung der Vorwürfe. Am 8. Februar 2021 wurde bekannt, dass die Glaubenskongregation nach einer Untersuchung zu der Auffassung gekommen sei, dass Woelki korrekt gehandelt habe, da eine strenge Meldepflicht in solchen Fällen erst seit 2020 vorgeschrieben sei.

#### Fall Priester Hermann-Josef Frisch
Im Jahr 1986 beklagten sich Messdiener bereits über Berührungen durch den Kölner Priester und religionspädagogischen Sachbuchautor Hermann-Josef Frisch. Im Jahr 1990 sei er mit Jungen onanierend in einem Gebüsch aufgefunden worden. Im Jahr darauf wurde gegen ihn Anklage erhoben wegen sexuellen Missbrauchs von Kindern unter 14 Jahren. In den Folgejahren habe er dann eine Mutter mit mehreren Söhnen aufgenommen und sexualisierte Gewalt an den Kindern ausgeübt. Dies wurde im Jahr 1997 bekannt. Das Erzbistum habe mit der Mutter einen sittenwidrigen „Knebelvertrag“ abgeschlossen, welcher sie zu Stillschweigen verpflichten sollte. An die Mutter wurden 30.000 Mark gezahlt. Im Jahr 2000 sei der Priester in den einstweiligen und 2004 in den endgültigen Ruhestand versetzt worden. Aber auch im Jahr 2010 kam es wieder zu Beschwerden gegen den Priester im Ruhestand. Kardinal Joachím Meisner und sein Generalvikar, der heutige Weihbischof Dominikus Schwaderlapp, hätten trotz kirchenrechtlicher Vorgaben von weiteren Sanktionen abgesehen. Laut einer Meldung der Bild-Zeitung habe Erzbischof Woelki ihm 2018 ihm die Ausübung des Dienstes als Priester verboten. Erst nachdem im März 2019 neue Vorwürfe erhoben wurden, habe Woelki eine kirchenrechtliche Voruntersuchung eingeleitet und den Fall der Glaubenskongregation in Rom übergeben. 2020 wurden die Vorfälle öffentlich bekannt.

### Januar/Februar 2021
Am 5. Januar 2021 verweigerte das Erzbistum Journalisten die Einsicht in ein teilweise geschwärztes Exemplar des Gutachtens der Kanzlei Westpfahl Spilker Wastl, nachdem kein Journalist bereit war, eine Verschwiegenheitserklärung zu unterzeichnen. Das Erzbistum gab rechtliche Gründe an.
Im Zusammenhang mit der ungeklärten Missbrauchsaufarbeitung im Erzbistum zog sich der Diözesanrat der Katholiken im Januar 2021 aus der Mitarbeit am Reformprojekt „Pastoraler Zukunftsweg“ zurück. Das Gremium forderte Woelki und alle amtierenden und ehemaligen leitenden Geistlichen mit Personalverantwortung auf, aus Pflichtverletzungen und Verfehlungen im Umgang mit Fällen sexuellen Missbrauchs persönliche Konsequenzen zu ziehen.
Zwei Gruppen von Priestern, insgesamt über 50 Personen, wandten sich an die Bistumsleitung und beklagten einen gravierenden Glaubwürdigkeitsverlust der katholischen Kirche, der nicht nur unter den der Kirche Fernstehenden, sondern auch bei vielen in den Gemeinden festzustellen sei, die der Kirche noch die Treue hielten; auch bei den Priestern selber verursache eine „sich ausbreitende Atmosphäre des Misstrauens, der Verdächtigung und des resignativen Rückzugs“ einen zunehmenden Loyalitätskonflikt. Die Zahl der Kirchenaustritte nahm nach Angaben der Meldebehörde in der Stadt Köln um 70 % zu. Der Kölner Stadtdechant Robert Kleine bestätigte, dass auch bei überzeugten Katholiken angesichts des Vorgehens der Bistumsspitze große Ratlosigkeit herrsche, und sprach von einer desaströsen Außenwirkung. Er appellierte an die Verantwortlichen, Verantwortung zu übernehmen, und forderte persönliche Konsequenzen der Bistums-Spitze aus dem Missbrauchsskandal.
Am 5. Februar 2021 startete auf eine Initiative des Publizisten Martin Lohmann eine Online-Petition mit dem Titel „Für Recht und Gerechtigkeit, Fairness und einen respektvollen Umgang miteinander in unserer Kirche“, die sich für einen „gerechten Umgang mit Fakten und der Person des Kardinals“ einsetzt, „der mehr Solidarität und Loyalität, aber auch Respekt und Fairness verdient hat, als er sie in diesen Tagen zuweilen erfährt“.
Im Februar 2021 teilte der Präses der Evangelischen Kirche im Rheinland, Manfred Rekowski, mit, im Zusammenhang mit dem Missbrauchsskandal würden auch Kirchenaustritte von Protestanten verzeichnet.
Im Februar 2021 beging ein missbrauchsverdächtiger ehemaliger Pfarrer, der zuletzt im Erzbistum Köln als Subsidiar tätig war, Suizid, nachdem die Staatsanwaltschaft Bonn eingeschaltet und der Beschuldigte von seinen priesterlichen Aufgaben entbunden worden war.

### Gutachten der Kanzlei Gercke und Wollschläger
Am 18. März 2021 wurde das zweite, von der Strafrechtskanzlei Gercke und Wollschläger erstellte und vom Erzbistum als „unabhängige Untersuchung“ bezeichnete Gutachten über „Pflichtverletzungen von Diözesanverantwortlichen des Erzbistums Köln im Umgang mit Fällen sexuellen Missbrauchs“ im Zeitraum von 1975 bis 2018 veröffentlicht. Es ermittelte nach der Überprüfung von 236 Aktenvorgängen aus diesem Zeitraum 202 des sexuellen Missbrauchs von Minderjährigen und Schutzbefohlenen Beschuldigte und 314 Betroffene. 127 Beschuldigte waren Kleriker, 66 Personen sind der Gruppe der Laien zuzuordnen, in 9 Fällen richteten sich die Vorwürfe nicht gegen einen konkreten Beschuldigten. Die 314 Betroffenen waren zu 57 % männlich und zu 38 % weiblich, zu 5 % wurden keine Angaben gemacht. Sie waren zu 55,1 % jünger als 14 Jahre, zu 13,7 % 14–15 Jahre alt und 12,1 % 16–17 Jahre alt; 18,8 % waren ohne Altersangabe, aber unter 18 Jahren, 0,3 % waren erwachsene Schutzbefohlene. Die Vorwürfe bezogen sich zu 9,6 % auf verbale Grenzverletzung, zu 16,9 % auf eine Verletzung des körperlichen Nähe- und Distanzverhältnisses, in 31,8 % kam es zu sexuellem Missbrauch und in 15,3 % zu schwerem sexuellem Missbrauch. Auf sonstige Verfehlungen mit sexuellem Bezug entfielen 26,4 %.
Bei 24 kirchlich Verantwortlichen sah die Kanzlei Pflichtverletzungen, weil sie Sachverhalte nicht aufgeklärt, bestraft oder verhindert hätten und weil sie sich nicht ausreichend um die Opfer bemühte hätten. Ein Drittel der Fälle fiel in die Verantwortung des verstorbenen Erzbischofs Joachim Kardinal Meisner. Dieser habe 2010, als die Missbrauchsfälle öffentlich bekannt wurden, betont, dass er „nichts geahnt“ habe, doch das Gutachten legte dar, dass Meisner einen eigenen Ordner mit Titel „Brüder im Nebel“ geführt habe, „in dem er geheimhaltungsbedürftige Unterlagen aufbewahrt“ habe. Nach Einschätzung der Gutachter hätte Meisner als Erzbischof die Möglichkeit und die Pflicht gehabt, Strukturen zu schaffen, die Rechtsklarheit und Normkenntnis hätten herstellen oder zumindest fördern können, so dass von einem „Organisationsverschulden“ gesprochen werden könne. Beim derzeitigen Erzbischof Rainer Maria Woelki sahen die Gutachter keine Verfehlungen.
Die Gutachter benannten als systemische Ursachen für die Defizite bei der Bearbeitung von Verdachtsfällen unzureichende Rechtsetzung in der Kirche, Rechtsunkenntnis, unklare Zuständigkeiten, fehlende Kontrolle, Überforderung und fehlende Vorbereitung der mit den Fällen Befassten und der Entscheider. Sie stellten erhebliche Defizite in der Aktenführung fest; es habe „Giftakten“ getrennt von den Personalakten gegeben, woraus eine Bündelung von Wissen über einen bestimmten Priester bei einer Stelle bzw. einer Person und somit ein Gesamtüberblick erschwert wurde. Sie erkannten im Erzbistum Köln „vereinzelt Bestrebungen von Verantwortungsträgern, Fälle sexuellen Missbrauchs nicht öffentlich werden zu lassen“; es seien aber keine Bestrebungen erkennbar, „die Täter einer Bestrafung zu entziehen oder gar weitere Missbrauchstaten zu ermöglichen. Vielmehr ging es offenbar darum, Reputationsschäden von der Kirche abzuwenden und den einzelnen Beschuldigten weiter im System zu halten.“ Bei der Erstellung des Gutachtens stießen sie auf „ein System der Unzuständigkeit, der fehlenden Rechtsklarheit, der fehlenden Kontrollmöglichkeiten und der Intransparenz“, durch das Geheimhaltung begünstigt worden sei. Man dürfe nicht von „systematischer Vertuschung“ durch Verantwortungsträger des Erzbistums Köln sprechen, allerdings von „systembedingter oder systeminhärenter Vertuschung“.
Das Gutachten wurde von den Autoren auf einer Pressekonferenz in Köln vorgestellt und an Kardinal Rainer Maria Woelki und Peter Bringmann-Henselder vom Betroffenenbeirat des Erzbistums Köln übergeben. Wie das Erzbistum im Dezember 2021 bekanntgab, hatte es der Kanzlei Gercke Wollschläger für das Gutachten ein Honorar von 516.200 Euro gezahlt, die Vorstellung des Gercke-Gutachtens vor der Presse hatte fast 90.000 Euro gekostet.

### Folgen, 2021
Am 19. März 2021, unmittelbar nach der Vorstellung des Gutachtens der Kanzlei Gercke und Wollschläger entband Erzbischof Woelki den früheren Generalvikar und heutigen Weihbischof Dominikus Schwaderlapp sowie den langjährigen Offizial Günter Assenmacher von ihren Aufgaben, am nächsten Tag auch Weihbischof Ansgar Puff auf dessen eigenen Wunsch hin. Schwaderlapp bot daraufhin dem Papst seinen Rücktritt als Bischof an, ebenfalls der Erzbischof von Hamburg, Stefan Heße, der früher Hauptabteilungsleiter Seelsorge-Personal und Generalvikar im Erzbistum Köln gewesen war.
Am 23. März 2021 informierten Erzbischof Rainer Maria Woelki und Generalvikar Markus Hofmann über konkrete Maßnahmen des Erzbistums, so die Einrichtung einer unabhängigen Aufarbeitungskommission, erhöhte Anerkennungsleistungen für Betroffene, regelmäßige Kontrolle beschuldigter Kleriker und Laien, die personelle und organisatorische Stärkung der Intervention sowie die Evaluierung und Weiterentwicklung der Prävention, Ausrichtung der Arbeit des Betroffenenbeirats an den DBK-Richtlinien, verbesserte Aktenführung durch Digitalisierung, Nachverfolgbarkeit und Manipulationssicherheit sowie Veränderungen in der Priesterausbildung durch eine psychologische Standortbestimmung, ein Vorbereitungsjahr mit Sozialeinsätzen und eine stärkere Einbeziehung von Frauen in der Ausbildung.
Woelki räumte „systembedingte Vertuschung“ ein, die zu rigorosem Handeln zwinge. Er sprach von einem „Chaos in der Verwaltung“ sowie einem „System aus Schweigen, Geheimhaltung und mangelnder Kontrolle“; „generell fehlte es an Mitgefühl, generell fehlte es an Empathie“. Personenbezogene Akten dürfen im Erzbistum Köln nicht mehr vernichtet werden, auch wenn dies gegen geltendes Kirchenrecht verstößt. Woelki werde sich für eine kirchenrechtliche Reform einsetzen, bei der bestehende Widersprüche zwischen DBK-Leitlinien und Kirchenrecht behoben werden sollen; auch müsse der kirchenrechtliche Grundsatz geändert werden, dass Missbrauchsfälle im kirchlichen Recht teilweise nur als Verstöße des Täters gegen das Zölibatsversprechen und nicht als gewaltsamer Übergriff auf die Betroffenen gesehen würden. Seinen eigenen Rücktritt lehnte Woelki ab, da es ihm als zu einfach und als falsch erschiene, einfach zu gehen und die moralische Verantwortung zum Schutz des Ansehens von Bischofsamt und Kirche mitzunehmen; seine moralische Verantwortung bringe ihn vielmehr dazu, „alles dafür [zu] tun, dass keine solchen Fehler mehr passieren“.
Nach Einschätzung des kirchlichen Missbrauchsexperten Hans Zollner waren die in Köln ergriffenen Maßnahmen wegen ihrer auftragsgemäß „rein juristischen Sichtweise“ ein „viel zu kleiner Schritt“, jedenfalls keine umfassende Aufklärung. Die Gutachter hätten die Verfehlungen der Verantwortlichen in Einzelteile zerlegt, was sie relativ harmlos erscheinen lasse. Es fehle ein Gesamtbild und eine auch moralische Beurteilung. Seit 2002 lagen Leitlinien der deutschen Bischöfe für den Umgang mit Missbrauch vor, so dass ausreichend Sensibilität für das Thema hätte existieren müssen; dennoch, so Zollner, sei es weiter zu Pflichtverstößen gekommen. Nach seiner Einschätzung sei davon auszugehen, dass auch in den anderen Diözesen die Lage nicht fundamental anders gewesen sei.
Im Mai 2021 richtete das Erzbistum Köln eine „Stabsstelle Aufarbeitung“ ein. Sie soll Maßnahmen im Umgang mit sexualisierter Gewalt, die sich aus dem Gercke-Gutachten und anderen Untersuchungen ergeben, organisieren und umsetzen. Gleichzeitig wurde die „Stabsstelle Intervention“ personell von drei auf vier Mitarbeiter aufgestockt.
Ende Mai 2021 ordnete Papst Franziskus eine Apostolische Visitation der Erzdiözese Köln an. Die Bischöfe Johannes van den Hende (Bischof von Rotterdam, Vorsitzender der Niederländischen Bischofskonferenz) und Anders Kardinal Arborelius OCD (Bischof von Stockholm) sollten die Situation im Erzbistum untersuchen und ein mögliches Fehlverhalten der verantwortlichen Personen (Kardinal Woelki, Erzbischof Heße, Weihbischof Schwaderlapp und Weihbischof Puff) im Umgang mit Fällen sexuellen Missbrauchs prüfen. Die beiden Visitatoren trafen am 7. Juni in Köln ein und führten eine Woche lang vertrauliche Gespräche; wer ihre Gesprächspartner waren, blieb weitgehend geheim. Nach ihrer Abreise hatten die Visitatoren dem Papst Bericht zu erstatten.
Nach Prüfung des Visitationsberichtes entschied Papst Franziskus im September 2021, den Rücktritt Stefan Heßes nicht anzunehmen; bei der Visitation seien zwar „persönliche Verfahrensfehler“ Heßes festgestellt worden, doch habe sich gezeigt, dass er es zwar an „Aufmerksamkeit und Sensibilität den von Missbrauch Betroffenen gegenüber“ habe fehlen lassen, jedoch seien die Verfahrensfehler nicht mit der Absicht begangen worden, Fälle sexuellen Missbrauchs zu vertuschen.
Am 24. September 2021 wurde bekannt, dass Papst Franziskus auch Erzbischof Woelki im Amt belässt; Woelki soll jedoch eine mehrmonatige „Bedenkzeit“ – eine „geistliche Auszeit“ – nehmen. Nach Würdigung des Berichts der Visitatoren habe sich kein Hinweis ergeben, dass Woelki im Umgang mit Fällen sexuellen Missbrauchs rechtswidrig gehandelt habe, und er lasse bei der Aufarbeitung der Missbrauchsverbrechen, seiner Zuwendung zu Betroffenen und der Prävention Entschlossenheit erkennen. Jedoch habe er insbesondere in der Kommunikation „auch große Fehler gemacht“, die „wesentlich dazu beigetragen“ hätten, „dass es im Erzbistum zu einer Vertrauenskrise gekommen ist, die viele Gläubige verstört“. Für die Zeit der Bedenkzeit Woelkis von Mitte Oktober bis zum Beginn der Österlichen Bußzeit 2022 wurde Weihbischof Rolf Steinhäuser als Apostolischer Administrator sede plena eingesetzt. Steinhäuser ernannte den bisherigen Generalvikar Markus Hofmann zum „Delegaten des Apostolischen Administrators“.
Auch die Rücktritte der Weihbischöfe Dominikus Schwaderlapp und Ansgar Puff nahm der Papst nicht an; bei beiden seien zwar vereinzelt Mängel in der Amtsführung festgestellt worden, jedoch kein vorsätzliches Vertuschen und keine Missachtung von Betroffenen. Schwaderlapp wird auf eigenen Wunsch ein Jahr als Seelsorger im Erzbistum Mombasa in Kenia tätig sein, bevor er seine Funktion als Weihbischof in Köln wieder aufnimmt.
Die Entscheidungen des Papstes wurden zurückhaltend und teilweise ablehnend aufgenommen. Der Vorsitzende der Deutschen Bischofskonferenz, Bischof Georg Bätzing, hofft, dass der Prozess einer Aussöhnung im Erzbistum Köln anlaufen könne, doch sei es unklar, ob es innerhalb weniger Monate zu einer grundlegend veränderten Situation kommen könne; die päpstliche Note lasse „angesichts der entstandenen Lage viele Betroffene ratlos und verletzt zurück“. Agnes Wuckelt von der Katholischen Frauengemeinschaft Deutschlands (kfd) äußerte Empörung, da das Verfahren der Glaubwürdigkeit der Kirche mehr schade als nütze, für die Missbrauchsbetroffenen sei es ein Hohn. Nach Ansicht des Vorsitzenden des Zentralkomitees der deutschen Katholiken, Thomas Sternberg, seien solche Auszeiten nicht geeignet, verlorengegangenes Vertrauen wiederherzustellen, sondern dadurch würde ein dringend nötiger Erneuerungsprozess verhindert. Für Tim Kurzbach, Vorsitzender des Diözesanrats der Katholiken im Erzbistum Köln, würden dadurch keinerlei Probleme gelöst; in einer Zeit von „gewaltigem Vertrauensverlust“ brauche es mehr als eine Interimslösung. Der Kölner Stadtdechant Robert Kleine sagte, die Apostolischen Visitatoren hätten im Erzbistum eine Glaubwürdigkeits- und Vertrauenskrise festgestellt: „Es kann also kein ‚Weiter so‘ geben. Es gibt Reformbedarf und Gesprächsbedarf, Dialogbedarf. Das darf kein einseitiges ‚Ich höre mal und entscheide dann‘ sein.“

### Unabhängige Aufarbeitungskommission, 2022
Zum 1. Juni 2022 hat die Unabhängige Aufarbeitungskommission für das Erzbistum Köln ihre Arbeit aufgenommen. Sie besteht aus sieben Mitgliedern. Drei davon sind vom Erzbistum Köln benannt, zwei vom Betroffenenbeirat und zwei vom Land Nordrhein-Westfalen. Am 5. Dezember 2022 legte deren Vorsitzender, der vom Land benannte Staatsrechtler Stephan Rixen, sein Amt nieder, weil sich seine „anfänglichen Zweifel an einer unabhängigen und effektiven Arbeit des Gremiums“ bestätigt hätten. Als Beispiel nannte er ein Gespräch der Kommission mit Kardinal Woelki, dessen Büroleiterin und der Interventionsbeauftragten des Erzbistums Köln, das ein „massives Störgefühl“ bei ihm hinterlassen habe; er wolle sich nicht ständig fragen müssen, ob ihm jemand wirklich die Wahrheit sage. Am Tag danach beendete auch die ebenfalls vom Land benannte ehemalige NRW-Staatssekretärin Marion Gierden-Jülich ihre Mitarbeit, weil die Situation im Erzbistum „eine konstruktive und sachbezogene Auseinandersetzung im Aufarbeitungsprozess nahezu unmöglich“ mache. Am 17. März 2025 veröffentlichte die Unabhängige Aufarbeitungskommission einen ersten Zwischenbericht.

### Entschädigungen, Gutachtenkosten und weitere Zahlungen
Das Erzbistum legte am 4. Dezember 2021 dem Kirchensteuer- und Wirtschaftsrat die Kosten der Aufarbeitung sexuellen Missbrauchs vor und veröffentlichte diese Zahlen am selben Tag. Demnach betrug der Aufwand für die Unabhängige Untersuchung zwischen 2019 und 2021 rund 2,8 Mio. Euro; enthalten sind darin die Kosten für die zwei juristischen Hauptgutachten (Kanzlei Westpfahl Spilker Wastl 757.500 Euro, Kanzlei Gercke Wollschläger 516.200 Euro), eine äußerungsrechtliche Überprüfung (knapp 600.000 Euro), Kosten für Krisenberatung (knapp 820.000 Euro) und Vorstellung des Gercke-Gutachtens vor der Presse (fast 90.000 Euro). Demgegenüber beliefen sich die seit 2010 an Betroffene des sexuellen Missbrauchs ausgezahlten Anerkennungsleistungen auf knapp 1,5 Mio. Euro; das Erzbistum hatte zudem für die Sicherstellung weiterer Ansprüche der Betroffenen im Jahresabschluss 2020 eine Rückstellung von insgesamt 6 Mio. Euro gebildet.
Delegat Markus Hofmann wies darauf hin, dass das Erzbistum mit der Unabhängigen Untersuchung juristisch und publizistisch Neuland betreten habe und dafür in einem „schmerzhaften und teuren Prozess“ auch habe Lehrgeld zahlen müssen. Hofmann bedauerte die hohen Kosten der Aufarbeitung; die entstandene „mediale Ausnahmesituation“ sei ohne externe Hilfe nicht mehr zu handhaben gewesen. Nach Angaben Hofmanns seien diese Kosten wie auch die Leistungen zur Anerkennung des Leids für die Betroffenen sexualisierter Gewalt nicht aus Kirchensteuer-Mitteln bestritten worden, sondern aus einem Sondervermögen der Diözese, dem „Fonds für Bedürfnisse des Bistums (BB-Fonds)“, der im Wesentlichen durch Abgaben von Klerikern aus vergangenen Jahrzehnten gebildet wurde.
Am 7. Dezember 2021 informierte der apostolische Administrator Steinhäuser in einer Sondersitzung den Vermögensrat des Erzbistums und das Domkapitel darüber, dass es Hinweise darauf gebe, dass beide Gremien bei den Auftragsvergaben für die Gutachten und die damit verbundenen Aufwendungen im Zuge der Missbrauchsaufarbeitung nicht den Regeln des Kirchenrechts entsprechend einbezogen worden seien. Er habe umgehend zwei unabhängige Kirchenrechtler mit der kirchenrechtlichen Prüfung des Sachverhalts beauftragt und darüber den Vatikan informiert. Delegat Hofmann hatte Steinhäuser gebeten, ihn bis zur Klärung des Sachverhalts zu beurlauben. Dies sei jedoch vom Präfekten der Bischofskongregation, Kardinal Marc Ouellet, abgelehnt worden. Ouellet habe Steinhäuser angewiesen, den Vorgang in Rom umfassend vorzulegen.
2021 forderte der Bund Katholischer Unternehmer nach Bekanntwerden dieser Informationen klare Regeln im Umgang mit Kirchenfinanzen sowie gewählte Expertengremien zu Finanz- und Vermögensfragen. Der Verbandsvorsitzende Ulrich Hemel erklärte, die Kirche nicht nur im Erzbistum Köln müsse zeitgemäß die Regeln der Governance einhalten, Kontrollinstanzen schaffen und dabei auch alle Sonderfonds im Blick haben; bereits im Vorfeld sei zu prüfen, welche Ausgaben angemessen seien und in welcher Höhe diese entstehen werden. Es müsse transparent sein, wer Beträge zur Zahlung freigegeben habe und inwieweit der Umfang der zu erwartenden Kosten vorher einer Überprüfung unterzogen wurde.
Ferner wurde 2022 bekannt, dass das Erzbistum die Schulden eines Priesters in Höhe von etwa 500.000 Euro beglichen hatte und die Gelder für die Spielschulden teilweise ebenfalls aus dem Sondervermögen entnommen hatte, das auch für Zahlungen für Missbrauchsopfer bestimmt ist; zusätzliche 615.000 Euro an Zinsen und Steuern in der gleichen Sache waren aus dem Personaletat des Erzbistums nachgezahlt worden. Vertreter von Missbrauchsopfern kritisierten, dass das Erzbistum damit die fünfzigfache Summe für die mutmaßlichen Spielschulden eines Priesters ausgebe, als es Missbrauchsopfern im Schnitt zugestehe. Das Erzbistum bezeichnete das Sondervermögen, angespart vor allem aus Solidarabgaben von Priestern des Erzbistums, als „frei verfügbar“, über die Verwendung entscheide der Erzbischof. Für die Zahlung von Leistungen an Betroffene von sexualisierter Gewalt seien Rückstellungen unabhängig von dem Sondervermögen gebildet worden, die weiterhin in voller Höhe existierten.
Im Juni 2023 wurde das Erzbistum Köln vom Landgericht Köln nach einer mündlichen Verhandlung zur Zahlung von 300.000 Euro Schmerzensgeld an einen von Missbrauch Betroffenen verurteilt. Dieser war in den 1970er-Jahren mehr als 300 Mal von einem Priester missbraucht worden. Das Erzbistum hatte auf eine Verjährung des Falls verzichtet. Es ist das erste Urteil eines deutschen Gerichts, das einem Opfer sexuellen Kindesmissbrauchs durch einen Priester der katholischen Kirche eine Entschädigung in Form eines Schmerzensgelds zuerkennt. Das Erzbistum wird laut Urteilstext ausdrücklich nicht aufgrund einer Pflichtverletzung zur Schmerzensgeldzahlung verurteilt (Nr. 63), sondern aufgrund seiner Amtshaftungspflicht für die Taten des missbrauchenden Geistlichen, für die es als öffentliche-rechtliche Körperschaft nach § 839 Abs. 1 Satz 1 BGB einstehen muss (Nr. 56–57). Das Urteil ist rechtskräftig.
In einem Hinweisbeschluss vom Januar 2025 äußerte das LG Köln, dass die Amtshaftung des Bistums auch für Missbrauch durch nicht angestellte Ehrenamtler in Betracht komme.

### Vorwurf der Instrumentalisierung des Betroffenenbeirats, 2022
Am 5. August 2022 berichtete der Kölner Stadtanzeiger über interne Unterlagen der PR-Berater von Erzbischof Woelki, denen zufolge diese ihm und dem damaligen Generalvikar Markus Hofmann in einem Konzeptpapier mit der Überschrift „Wie ‚überlebt‘ der Kardinal?“ die Strategie empfahlen, den Betroffenenbeirat des Erzbistums in Bezug auf den geplanten Wechsel der Gutachter zu Fällen des sexuellen Missbrauchs auf ihre Linie zu bringen, und dazu praktische Verhaltensvorschläge gemacht. Die Stadtdechanten von Köln, Bonn, Wuppertal und Remscheid reagierten mit Protest gegen diesen „Kommunikationsfehler“; der Kölner Stadtdechant Robert Kleine bezeichnete die „Inszenierung samt Wut bei gleichzeitig durch bezahlte PR-Experten angeratenen ‚Emotionen, Glaubhaftigkeit und Echtheit‘“ als „Bankrotterklärung der Bistumsleitung“. Betroffenenverteter und der Vorsitzende des Diözesanrats, Tim Kurzbach, zeigten sich empört, die Missbrauchsbeauftragte der Bundesregierung, Kerstin Claus, kritisierte die PR-Strategie und forderte „Betroffenenbeteiligung auf Augenhöhe und in voller Transparenz“. Kardinal Woelki äußerte sich nicht zu den Vorwürfen. Am 10. August gab Guido Assmann, der erst seit dem 1. Juli 2022 der Nachfolger von Markus Hofmann als Kölner Generalvikar ist, eine schriftliche Erklärung gegenüber den Mitarbeitenden des Erzbistums ab, in der es hieß, es habe nie das Ziel gegeben, den Betroffenenbeirat „zu einem bestimmten Stimmverhalten zu animieren“, sondern handlungsleitend sei immer und ausschließlich die Betroffenenperspektive gewesen: „Weder wollten wir instrumentalisieren, noch auch einen solchen Verdacht irgendwie nähren. Letzteres ist leider nicht gelungen.“ Am 15. August 2022 forderten 21 Mitarbeiter des Erzbistums, darunter Pfarrer, Pastoral- und Gemeindereferentinnen sowie die Leitung der Katholischen Frauengemeinschaft im Erzbistum einen Neuanfang mit „personellen und systemischen Veränderungen“. Kardinal Woelki habe sein letztes Vertrauen verbraucht, und die Krise habe einen nicht vorstellbaren Tiefpunkt erreicht. Der Erklärung schlossen sich bald mehrere Dutzende kirchliche Mitarbeiter an. Am 19. August 2022 wandte sich der amtierende Betroffenenbeirat des Erzbistums, von dessen sieben Mitgliedern fünf dem Beirat bereits in der damaligen Amtszeit angehört hatten, in einer Pressemitteilung an die Öffentlichkeit und wies die Behauptung zurück, im Zusammenhang mit der Nichtveröffentlichung des ersten Kölner Missbrauchsgutachtens instrumentalisiert worden zu sein; es verletze die Mitglieder des Beirats „zunehmend, dass Missbrauch fast ausschließlich nur als ‚Aufhänger‘ für kirchenpolitische Kritik genutzt wird“. Das Gremium stellte die Frage, warum sich diejenigen, die sich in den Medien zu Wort gemeldet hätten, nicht bei den amtierenden Mitgliedern informiert hätten, statt zurückgetretene Mitglieder zu zitieren.

## Fälle in Ordensgemeinschaften

### Aloisiuskolleg in Bonn
Infolge der Berichte über das Berliner Canisius-Kolleg wurden auch Missbrauchsfälle am ebenfalls von den Jesuiten geleiteten Aloisiuskolleg in Bonn bekannt. Bis März 2010 waren hier ca. 30 Opfer bekannt. Der Rektor Pater Theo Schneider trat am 8. Februar 2010 zurück, um eine lückenlose Aufklärung zu ermöglichen. In Reaktion auf die Missbrauchsfälle wurde eine Webseite eingerichtet. Am 10. Dezember 2010 stellte die Schule ein umfassendes Präventionskonzept zur Verhinderung zukünftiger Missbrauchsfälle vor.
Am 15. Februar 2011 wurde der Abschlussbericht über die am Aloisiuskolleg geschehenen bekanntgewordenen Missbrauchsfälle in der Zeit vom von 1950 bis 2010 veröffentlicht. Insgesamt lagen für den Bericht Angaben von 175 Personen über Grenzverletzungen vor. 58 Personen berichteten, selbst Grenzverletzungen erlebt zu haben. Belastet wurden insgesamt 23 Personen (18 Ordensmitglieder und 5 weltliche Mitarbeiter). Die Mehrzahl (14 Ordensmitglieder und 3 weltliche Mitarbeiter) war in den 1950er und 1960er Jahren am Aloisiuskolleg tätig. 31 von 58 Berichten betreffen einen Pater, der von 1968 bis 2008 am Aloisiuskolleg lebte und arbeitete. Hinweise auf vorsätzliche Vertuschung fanden sich nur in einem Fall Anfang der 1960er-Jahre. Der Bericht konnte daher den Vorwurf einer systematischen Vertuschung der Fälle nicht bestätigen. Stattdessen wurde vor allem kritisiert, dass in der Regel gar nicht erst hingesehen wurde. Hinweisen wurde nicht nachgegangen; Verantwortliche erklärten sich als nicht zuständig oder betrachteten die Vorkommnisse durchweg als Einzelfälle. Der Abschlussbericht identifizierte dazu mehrere strukturelle Risikofaktoren, die das beschriebene Verhalten begünstigt hätten. Benannt wurden zum einen Mängel in den Organisationsabläufen wie das Fehlen eines Kommunikations- und Dokumentationssystems, aber auch das frühere Werte- und Normensystem des Jesuitenordens, das durch mangelnde Transparenz und Kontrolle sowie Abschottungstendenzen Machtmissbrauch mit ermöglicht habe. Einzelne Missbrauchsopfer kritisierten, nicht alle berichteten Vorfälle seien in diesen Bericht aufgenommen worden.

### Konvikt Sankt Albert in Rheinbach
Am 18. Februar 2010 machten die Pallottiner Fälle sexuellen Missbrauchs in dem früheren, 1967 geschlossenen Konvikt Sankt Albert in Rheinbach bei Bonn bekannt. 2008 hatte ein ehemaliger Schüler angegeben, er und zwei weitere Jungen seien Anfang der 1960er-Jahre von einem Pater missbraucht worden. Der beschuldigte Pater sei in den 1960er-Jahren aus dem Orden ausgeschieden. Zu den Betroffenen in Rheinbach zählt Wolfgang Niedecken.

### Kolleg St. Ludwig in Bonn
In Bonn existierte bis 1984 ein Kolleg St. Ludwig der Minoriten (nicht zu verwechseln mit dem Kolleg St. Ludwig der Franziskaner in den Niederlanden). Das Internat befand sich seit Anfang der 1960er-Jahre am Kloster an der Brüdergasse, ab 1969 in einem Neubau in Bonn-Endenich. Gründer und Rektor des Kollegs war der Diözesankaplan Damian Mai. 1976 wurde ihm sexuelle Belästigung von Schülern vorgeworfen. Er zeigte sich daraufhin selbst bei der Staatsanwaltschaft Bonn an und wechselte 1977 an ein Internat in Würzburg. Die Staatsanwaltschaft Bonn stellte 1980 fest, dass es keine strafrechtlich relevanten Taten gegeben habe. Pater Damian blieb in den Bistümern Würzburg und Bamberg jahrzehntelang in der Jugendarbeit tätig.
Im Februar 2010 berichtete ein ehemaliger Schüler des Kollegs St. Ludwig, der Pater habe ihn einmal in sein Arbeitszimmer befohlen und ihn dort auf den Mund geküsst. Im Schlafzimmer habe er mit 10- bis 13-jährigen Schülern, die nur Unterwäsche trugen, „Ringkämpfchen“ auf dem Bett gemacht. Binnen weniger Wochen bestätigten weitere Betroffene die Vorwürfe. Pater Damian stritt sie ab und sprach von einer Intrige. Die Würzburger Justiz leitete ein Ermittlungsverfahren ein, der Würzburger Bischof Friedhelm Hofmann beurlaubte den Pater. Da neuere Vorwürfe gegen Damian Mai sich auf Übergriffe in 2000 und 2001 bezogen, räumte der Minoritenorden Versäumnisse ein. Man hätte den Pater nach den ersten Vorwürfen nicht wieder in der Jugendarbeit einsetzen dürfen. Anschließend wurde bekannt, dass Eltern von Schülern schon 1971 gefordert hatten, Damian Mai müsse wegen seines belästigenden Verhaltens versetzt werden. Schon damals ermittelte die Staatsanwaltschaft, fand aber angeblich nichts Belastendes. Pater Damian verschwand während dieser ersten Ermittlungen für zwei Monate, kehrte dann zurück und konnte noch sechs Jahre lang das Kolleg St. Ludwig leiten. Das Bistum Würzburg und der Minoritenorden erklärten im Oktober 2010 gemeinsam, dass sie Pater Damian für schuldig hielten.

### Collegium Josephinum Bonn
Das Collegium Josephinum Bonn wird als Ersatzschule in der Trägerschaft der Redemptoristen geführt und hatte bis 1983 ein Internat. Hermann-Josef Merzbach stellte als Beauftragter des Redemptoristenordens zur Untersuchung sexuellen Missbrauchs Minderjähriger in seinem zweiten Zwischenbericht (Stand: Ende August 2011) fest, dass insgesamt 28 Schüler in den 1950er- und 1960er-Jahren von Mitgliedern des Ordens sexuell missbraucht wurden, unter anderem am Collegium Josephinum in Bonn und am Herz-Jesu-Kolleg in Glanerbrück, einem weiteren Internat der Redemptoristen. Betroffene haben sich im Verein „Missbrauchsopfer Collegium Josephinum Bonn und Redemptoristen e. V.“ zusammengeschlossen. Auf dessen Website veröffentlichen sie auch die Untersuchungsberichte über den Redemptoristenorden.
Der Spiegel kritisierte im Mai 2012, dass am Collegium Josephinum Bonn ein Pater ein Präventionskonzept gegen sexuellen Missbrauch erarbeiten sollte, der in der Vergangenheit mit fragwürdigen Zäpfchenpraktiken gegenüber Jugendlichen aufgefallen war.